# 水原三星ブルーウィングス
水原三星ブルーウィングス（スウォン・サムソン・ブルーウィングス、朝: 수원 삼성 블루윙즈、英: Suwon Samsung Bluewings）は、韓国の北西部、京畿道の水原をホームタウンとする韓国プロサッカーリーグ（Kリーグ2）に加盟するプロサッカークラブである。

## 概要
1995年12月、韓国最大の財閥である三星グループによって創設した。ホームタウンは韓国の北西部、京畿道の水原である。現在のホームスタジアムは、2002年のワールドカップ日韓大会の際に建設された、水原ワールドカップ競技場（通称：「ビッグバード」）（収容人員は43,959人）。現在はKリーグ1に所属し、同リーグにおいて4回の優勝記録を持つクラブである。その他に国内タイトルでは韓国FAカップを3回、韓国リーグカップ（2011年大会を最後に廃止された）を6回、韓国スーパーカップ（2006年大会を最後に廃止された）を3回の優勝を果たしている。クラブカラーは青と白と赤。
国際タイトルではアジアクラブ選手権（AFCチャンピオンズリーグの設立に伴い発展解消した）を2回、アジアスーパーカップ（AFCチャンピオンズリーグの設立に伴い発展解消した）を2回、パンパシフィックチャンピオンシップ（2010年を以て大会は廃止された）を1回、A3チャンピオンズカップ（2007年大会を最後に廃止された）を1回の優勝を果たしている。
韓国最大数のサポーターを抱えるKリーグ随一の人気クラブ。また設備の整ったクラブハウス・選手宿舎や、若手選手のスカウト活動など、1990年代のKリーグ初期にはまだ珍しかった先進的なクラブ運営を当初から行っており、他クラブの模範モデルとしてKリーグ全体の経営水準の引き揚げに一役買った。

## 歴史

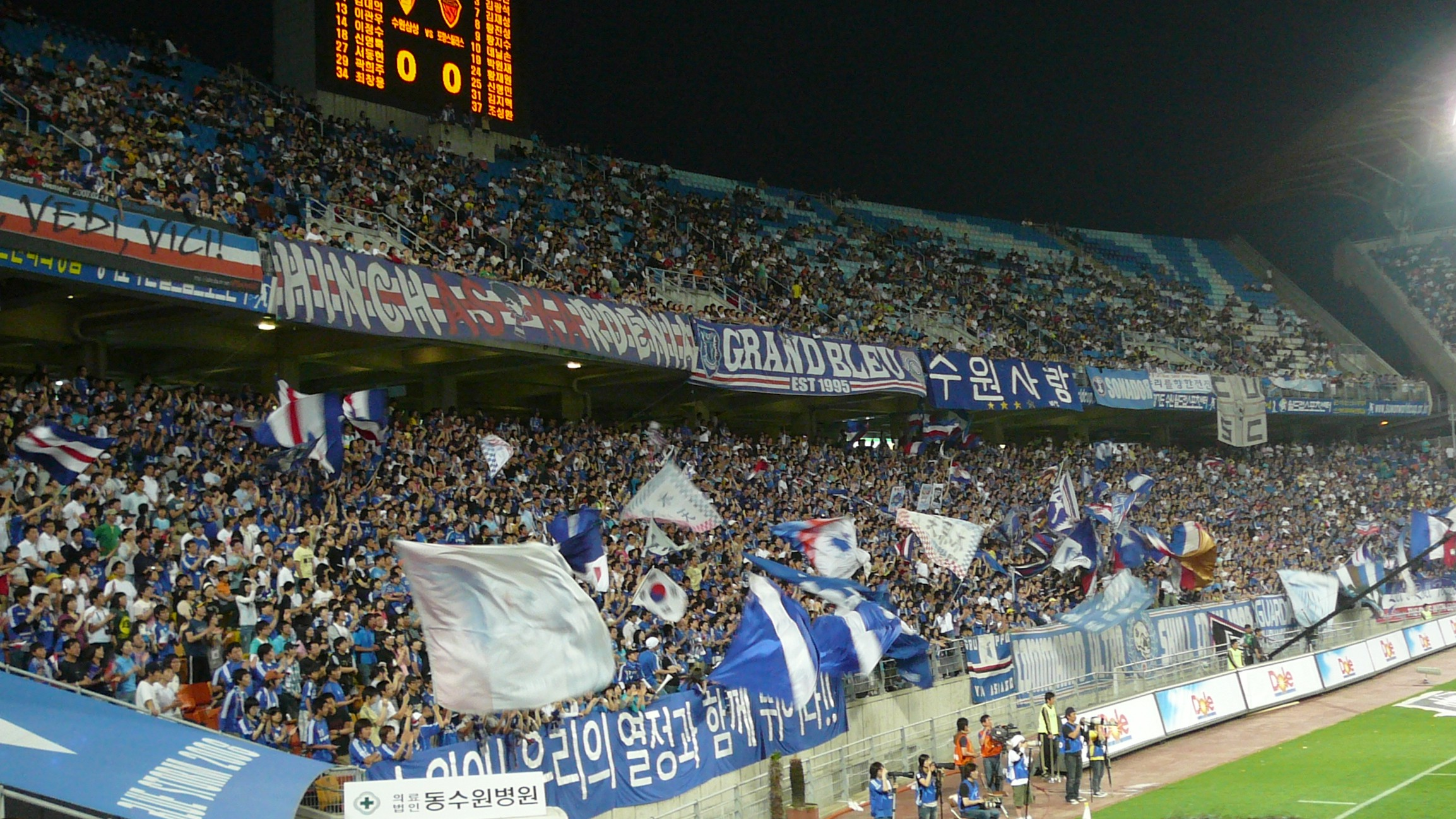
フレンテトリコロール

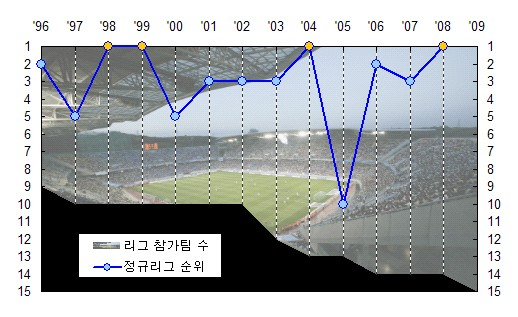
水原三星の順位推移

### 1995年 - 1996年（1995年にクラブ創設）
1995年 - 1996年
1995年12月、韓国最大の財閥である三星グループによって創設される。1994年ワールドカップアメリカ大会で韓国代表の指揮を執った金皓を初代監督に迎え、1996年からKリーグに加盟した。

### 1997年 - 2003年（1998年にリーグ戦初優勝）
1997年 - 2003年
創設当初、「5年以内にKリーグ優勝、10年以内にアジアの頂点に立つ」というキャッチフレーズを掲げた。リーグ参加初年度に準優勝。1998年シーズンに初のKリーグ制覇。翌1999年シーズンも制しV2を達成した。2001年にはアジアクラブ選手権とアジアスーパーカップを獲得し、創設時の目標を完遂した。

### 2004年 - 2023年（常勝軍団からまさかの2部降格）
2004年
金皓の後任監督に車範根を招聘。就任初年度にリーグ優勝を果たす。
2005年
AFCチャンピオンズリーグ2005でACL初出場するとグループリーグで深圳健力宝足球倶楽部（中国）、ジュビロ磐田（日本）、ホアンアイン・ザライFC（ベトナム）のグループEを4勝1分1敗の2位で終えグループリーグで敗退した。
2007年
1月、日韓W杯で国民的スターとなったフォワード・安貞桓が加入した。
2008年
1月、ヴィッセル神戸へ移籍した金南一の穴を埋めるべく安英学を獲得。リーグチャンピオンシップでFCソウルを破り、4年ぶりにリーグ優勝。
2009年
4年ぶりで2回目の出場となったAFCチャンピオンズリーグ2009のグループリーグで鹿島アントラーズ（日本）、上海申花聯盛足球倶楽部（中国）、シンガポール・アームド・フォーシズFC（シンガポール）のグループGを4勝2敗で2位通過して初の決勝トーナメントに進出した。ラウンド16で名古屋グランパス（日本）と対戦した。アウェイで1-2で敗れ敗退した。
リーグ戦で10位と低迷しプレーオフ進出を逃したが、FAカップで4年ぶり2度目の優勝を達成した。
2010年
2年連続の3回目の出場となったAFCチャンピオンズリーグ2010のグループリーグでガンバ大阪（日本）、シンガポール・アームド・フォーシズFC（シンガポール）、河南建業足球倶楽部（中国）のグループGを4勝1分1敗で首位通過して決勝トーナメントに進出した。ラウンド16で北京国安（中国）と対戦した。ホームで2-0で勝利し準々決勝に進出した。準々決勝で城南一和（韓国）と対戦した。アウェイの第1戦を1-4で敗れるとホームの第2戦では2-0で勝利したが合計スコア3-4で準々決勝で敗退が決定した。
5月の時点でリーグ戦において最下位に低迷し、車範根の辞任が発表され最終順位も7位にとどまった。だが、FAカップで2年連続3度目の優勝を果たし、2011年AFCチャンピオンズリーグの出場を決めた。
2011年
3年連続の4回目の出場となったAFCチャンピオンズリーグ2011のグループリーグで鹿島アントラーズ（日本）、シドニーFC（オーストラリア）、上海申花聯盛足球倶楽部（中国）のグループHを3勝3分で首位通過して決勝トーナメントに進出した。ラウンド16で名古屋グランパス（日本）と対戦した。ホームで2-0で勝利し準々決勝に進出した。準々決勝でゾブ・アハン・エスファハーンFC（イラン）と対戦した。ホームの第1戦を1-1で引き分けるとアウェイの第2戦では2-1で勝利し合計スコア3-2で準決勝に進出した。準決勝でアル・サッド（カタール）と対戦した。ホームの第1戦を0-2で敗れるとアウェイの第2戦では1-0で勝利したが合計スコア1-2で準決勝で敗退が決定した。
2013年
2年ぶりで5回目の出場となったAFCチャンピオンズリーグ2013のグループリーグで柏レイソル（日本）、セントラルコースト・マリナーズFC（オーストラリア）、貴州人和国酒茅台足球倶楽部（中国）のグループHを4分2敗の最下位で終えグループリーグで敗退した。
2014年
オーナーがこれまでのサムスン電子から子会社で韓国最大手の広告代理店である第一企画に代わり、クラブ運営会社の法人名も「サムスン電子FC株式会社」から「水原三星FC株式会社」に改称。。サムスン電子などサムスングループの企業は引き続きスポンサーを務めるものの事業規模が縮小することになり、この年以降の成績低迷の一因となる。
2015年
2年ぶりで6回目の出場となったAFCチャンピオンズリーグ2015のグループリーグで北京国安足球倶楽部（中国）、ブリスベン・ロアーFC（オーストラリア）、浦和レッドダイヤモンズ（日本）のグループGを3勝2分1敗の2位で決勝トーナメントに進出した。ラウンド16で柏レイソル（日本）と対戦した。ホームの第1戦を2-3で敗れるとアウェイの第2戦では2-1で勝利したが合計スコア4-4のアウェーゴールルールでラウンド16で敗退が決定した。シーズン途中で鄭大世が清水エスパルスへ移籍し、シーズン終了後に鄭成龍が川崎フロンターレへ移籍するなど、主力選手が流出した。
2016年
2年連続の7回目の出場となったAFCチャンピオンズリーグ2016のグループリーグで上海上港集団足球倶楽部（中国）、メルボルン・ビクトリーFC（オーストラリア）、ガンバ大阪（日本）のグループGを2勝3分1敗の3位で終えグループリーグで敗退した。Kリーグクラシックでは7位に終わった。
12月3日、韓国FAカップ決勝でFCソウルを下し、2010年以来6年ぶりとなる4度目の韓国FAカップ優勝を決めた。
2018年
AFCチャンピオンズリーグ2018ではプレーオフでのFLCタインホアFC(ベトナム)に5-1で圧勝し本戦行きを決めた。グループリーグで鹿島アントラーズ（日本）、シドニーFC（オーストラリア）、上海緑地申花足球倶楽部（中国）のグループHを3勝1分2敗で終え、グループリーグを1位突破した。ラウンド16で蔚山現代FC（韓国）と対戦した。アウェイの第1戦で0-1で敗れるとホームで3-0と勝利し合計スコア3-1で準々決勝に進出した。準々決勝で全北現代モータース（韓国）と対戦した。アウェイの第1戦で3-0で勝利するとホームで0-3で敗れ合計スコア3-3でPK戦（4-2）の末、準決勝に進出した。準決勝で鹿島アントラーズ（日本）と対戦した。アウェイの第1戦で2-0とリードするも、その後逆転を許し2-3で敗れた。ホームの第2戦では先制されるも一時3-1と逆転したが後半終了間際に同点ゴールを決められ、3-3で引き分けた。合計スコア5-6で準決勝敗退が決まった。
2020年
Kリーグ1第22節時点で降格圏内の11位と低迷し、第23節以降はファイナルB（7位から12位のグループ）での戦いとなった。最終的には8位でシーズンを終えた。
2022年
Kリーグ1で10位に沈み、入れ替え戦の末に辛くも残留を決めた。
2023年
最終節で水原FCと勝点33で並ぶも、チーム総得点で下回り最下位が決定。クラブ設立以来初となるKリーグ2降格となった。

### 2024年 -
2024年

## タイトル

### 国内タイトル
Kリーグ1：4回 
1998, 1999, 2004, 2008
韓国FAカップ：5回 
2002, 2009, 2010, 2016, 2019
韓国スーパーカップ：3回
1999, 2000, 2005
韓国リーグカップ：6回
1999（アディダスカップ）, 1999（大韓火災カップ）, 2000（アディダスカップ）, 2001, 2005, 2008

### 国際タイトル
AFCチャンピオンズリーグ（旧アジアクラブ選手権を含む）：2回 
2001, 2002
アジアスーパーカップ：2回
2001, 2002
パンパシフィックチャンピオンシップ：1回
2009
A3チャンピオンズカップ：1回
2005

## 過去の成績
| シーズン | ディビジョン | ディビジョン | ディビジョン | ディビジョン | ディビジョン | ディビジョン | ディビジョン | ディビジョン | ディビジョン     | 韓国FAカップ | チャンピオンシップ |
| シーズン | リーグ       | 試           | 勝           | 分           | 敗           | 得           | 失           | 点           | 順位             | 韓国FAカップ | チャンピオンシップ |
| -------- | ------------ | ------------ | ------------ | ------------ | ------------ | ------------ | ------------ | ------------ | ---------------- | ------------ | ------------------ |
| 1996     | Kリーグ      | 32           | 18           | 9            | 5            | 57           | 33           | 63           | 前期3位 後期1位  | 準優勝       | 準優勝             |
| 1997     | Kリーグ      | 18           | 7            | 7            | 4            | 23           | 23           | 28           | 5位              | 準々決勝敗退 | 大会なし           |
| 1998     | Kリーグ      | 20           | 13           | 1            | 6            | 34           | 22           | 35           | 1位              | 準々決勝敗退 | 優勝               |
| 1999     | Kリーグ      | 29           | 23           | 0            | 6            | 60           | 26           | 64           | 1位              | 1回戦敗退    | 優勝               |
| 2000     | Kリーグ      | 27           | 14           | 0            | 13           | 48           | 43           | 36           | 5位              | 準々決勝敗退 | 資格なし           |
| 2001     | Kリーグ      | 27           | 12           | 5            | 10           | 40           | 35           | 41           | 3位              | 1回戦敗退    | 大会なし           |
| 2002     | Kリーグ      | 27           | 12           | 9            | 6            | 40           | 26           | 45           | 3位              | 優勝         | 大会なし           |
| 2003     | Kリーグ      | 44           | 19           | 15           | 10           | 59           | 46           | 72           | 3位              | ベスト32     | 大会なし           |
| 2004     | Kリーグ      | 27           | 14           | 6            | 7            | 32           | 24           | 46           | 前期4位 後期優勝 | ベスト16     | 優勝               |
| 2005     | Kリーグ      | 24           | 6            | 10           | 8            | 29           | 32           | 28           | 前期9位 後期8位  | ベスト16     | 資格なし           |
| 2006     | Kリーグ      | 29           | 12           | 10           | 7            | 31           | 25           | 46           | 前期8位 後期優勝 | 準優勝       | 準優勝             |
| 2007     | Kリーグ      | 27           | 15           | 6            | 6            | 36           | 25           | 51           | 3位              | ベスト16     | 3位                |
| 2008     | Kリーグ      | 28           | 18           | 4            | 6            | 49           | 26           | 58           | 1位              | ベスト16     | 優勝               |
| 2009     | Kリーグ      | 28           | 8            | 8            | 12           | 29           | 32           | 32           | 10位             | 優勝         | 資格なし           |
| 2010     | Kリーグ      | 28           | 12           | 5            | 11           | 39           | 44           | 41           | 7位              | 優勝         | 資格なし           |
| 2011     | Kリーグ      | 30           | 17           | 4            | 9            | 51           | 33           | 55           | 4位              | 準優勝       | 2回戦敗退          |
| 2012     | Kリーグ      | 44           | 20           | 13           | 11           | 61           | 51           | 73           | 4位              | 準々決勝敗退 | 大会なし           |
| 2013     | Kクラシック  | 38           | 15           | 8            | 15           | 50           | 43           | 53           | 5位              | ベスト16     | 大会なし           |
| 2014     | Kクラシック  | 38           | 19           | 10           | 9            | 52           | 37           | 67           | 2位              | ベスト32     | 大会なし           |
| 2015     | Kクラシック  | 38           | 19           | 10           | 9            | 60           | 43           | 67           | 2位              | ベスト32     | 大会なし           |
| 2016     | Kクラシック  | 38           | 10           | 18           | 10           | 56           | 59           | 48           | 7位              | 優勝         | 大会なし           |
| 2017     | Kクラシック  | 38           | 17           | 13           | 8            | 63           | 41           | 64           | 3位              | 準決勝敗退   | 大会なし           |
| 2018     | Kリーグ1     | 38           | 13           | 11           | 14           | 53           | 54           | 50           | 5位              | 準決勝敗退   | 大会なし           |
| 2019     | Kリーグ1     | 38           | 12           | 12           | 14           | 46           | 49           | 48           | 8位              | 優勝         | 大会なし           |
| 2020     | Kリーグ1     | 27           | 8            | 7            | 12           | 31           | 27           | 30           | 8位              | 準々決勝敗退 | 大会なし           |
| 2021     | Kリーグ1     |              |              |              |              |              |              |              |                  |              | 大会なし           |

## 現所属メンバー
2024年3月14日現在
注：選手の国籍表記はFIFAの定めた代表資格ルールに基づく。
| No. | Pos. |            | 選手名          |
| --- | ---- | ---------- | --------------- |
| 1   | GK   | 大韓民国   | 趙晟訓          |
| 2   | DF   | 大韓民国   | 張碩桓          |
| 3   | DF   | 大韓民国   | 張鎬翼          |
| 5   | DF   | 大韓民国   | 韓浩康          |
| 6   | MF   | 大韓民国   | 劉帝頀          |
| 7   | FW   | 大韓民国   | 金玄            |
| 8   | MF   | 大韓民国   | 朴相赫          |
| 9   | FW   | セルビア   | ムリッチ        |
| 10  | FW   | 大韓民国   | 全晋旴          |
| 11  | MF   | マリ共和国 | トゥンガラ      |
| 12  | DF   | 大韓民国   | 崔ジムク        |
| 13  | MF   | 大韓民国   | 金甫炅          |
| 14  | MF   | 日本       | 和季            |
| 16  | MF   | 大韓民国   | 李宗成          |
| 17  | FW   | 大韓民国   | 金京中          |
| 18  | FW   | ガーナ     | アコスティー () |
| 19  | FW   | 大韓民国   | 徐東漢          |
| 20  | DF   | 大韓民国   | 趙允晟          |
| 21  | GK   | 大韓民国   | 梁馨模          |
| 22  | MF   | 大韓民国   | 金相駿          |
| 23  | DF   | 大韓民国   | 李基濟          |
| 25  | MF   | 大韓民国   | 崔成根          |

| No. | Pos. |          | 選手名           |
| --- | ---- | -------- | ---------------- |
| 27  | DF   | 大韓民国 | 李時榮           |
| 29  | FW   | 大韓民国 | 李サンミン       |
| 30  | DF   | 大韓民国 | 白棟圭           |
| 31  | GK   | 大韓民国 | 李聖柱           |
| 33  | DF   | 大韓民国 | 朴大元           |
| 34  | GK   | 大韓民国 | 朴志旼           |
| 35  | DF   | 大韓民国 | 郭成勳           |
| 36  | MF   | 大韓民国 | 明俊在           |
| 37  | FW   | 大韓民国 | 金主贊           |
| 39  | DF   | 大韓民国 | 閔尚基           |
| 42  | MF   | 大韓民国 | イム・ヒョンソプ |
| 45  | DF   | 大韓民国 | 黄溟玹           |
| 47  | FW   | 大韓民国 | 朴スンス         |
| 50  | DF   | 大韓民国 | 高種現           |
| 55  | MF   | 大韓民国 | イム・ジフン     |
| 72  | DF   | 大韓民国 | 李建熙           |
| 74  | DF   | 大韓民国 | 鄭盛敏           |
| 77  | DF   | 大韓民国 | 孫昊儁           |
| 90  | FW   | 大韓民国 | 朴熙俊           |
| 91  | MF   | 大韓民国 | 金成柱           |
| 96  | FW   | 大韓民国 | 具民書           |
| 99  | FW   | 大韓民国 | 孫碩庸           |

監督
- 廉基勳（代行）

### 兵役・期限付き移籍
in
注：選手の国籍表記はFIFAの定めた代表資格ルールに基づく。
| No. | Pos. |          | 選手名            |
| --- | ---- | -------- | ----------------- |
| 27  | DF   | 大韓民国 | 李時榮 (FCソウル) |

out
注：選手の国籍表記はFIFAの定めた代表資格ルールに基づく。
| No. | Pos. |          | 選手名                           |
| --- | ---- | -------- | -------------------------------- |
| --  | DF   | 大韓民国 | 黄仁澤 ( GDエストリル・プライア) |
| --  | FW   | 大韓民国 | 姜鉉默 (金泉尚武FC)              |

## 歴代監督
- 金皓 1996-2003
- 車範根 2004-2010
- 尹星孝（朝鮮語版） 2010-2012
- 徐正源 2013-2018.8
- 李柄根（朝鮮語版） 2018.8-10（代行）
- 徐正源 2018.10-12
- 李林生 2019-2020.7
- 朱承進（朝鮮語版） 2020.7-9（代行）
- 朴建夏 2020.9-2022.4
- 李柄根 2022.4-2023.4
- 崔成勇 2023.4-5（代行）
- 金炳秀（朝鮮語版） 2023.5-9
- 廉基勳 2023.9-（代行）

## 歴代所属選手
| - 徐正源（1994年・1998年ワールドカップ代表） - 黄善洪（1994年・1998年, 2002年ワールドカップ代表） - 李雲在（1994年・2002年, 2006年, 2010年ワールドカップ代表） - 辛弘基（1994年ワールドカップ代表） - 高宗秀（1998年ワールドカップ代表） - 金大儀（1998年ワールドカップ代表） - 崔成勇（1998年・2002年ワールドカップ代表） - 安貞桓（2002年・2006年, 2010年ワールドカップ代表） - 金南一（2002年・2006年, 2010年ワールドカップ代表） - 宋鐘國（2002年・2006年ワールドカップ代表） - 李天秀（2002年・2006年ワールドカップ代表） - 曺宰溱（2006年ワールドカップ代表） - 白智勲（2006年ワールドカップ代表） - 趙源熙（2006年ワールドカップ代表） - 李正秀（2010年ワールドカップ代表） - 朴建夏（元韓国代表） - 李官雨（元韓国代表） - 呉章銀（元韓国代表） - 金斗炫（元韓国代表） - 辛泳録（元韓国代表） - 李容來（元韓国代表） - 趙東建（元韓国代表） - 鄭成龍（元韓国代表） | - 高原直泰（元日本代表、2006年ワールドカップ代表） - 李瑋峰（元中国代表、2002年ワールドカップ代表） - 安英学（元朝鮮民主主義人民共和国代表、2010年ワールドカップ代表） - 鄭大世（元朝鮮民主主義人民共和国代表、2010年ワールドカップ代表） - エディ・ボスナー - サンドロ - ナドソン - マルセル - エドゥ - レイナウド - ジョゼ・モタ - デニス・ラクチオノフ（元ロシア代表） - サーシャ・ドラクリッチ - マト・ネレトリャク（元クロアチア代表） - アレン・アヴディッチ（元ボスニア・ヘルツェゴビナ代表） - エルヴィス・サリッチ（元ボスニア・ヘルツェゴビナ代表） - ガブリエル・ポペスク（元ルーマニア代表） - パベル・バデア（元ルーマニア代表） |

## アカデミー
2008年に韓国プロサッカー連盟によって全てのKリーグクラブがアカデミー（下部組織）の創設と運営を義務付けられたことから、U-18チームに関しては同年から2005年に創立されたばかりの梅灘高等学校と協約を締結して同校のサッカー部の運営を行っている。U-15チームに関しては2009年に創立された梅灘中学校のサッカー部を同年から運営してきたが、中学校運動部の合宿所生活禁止などで全国から優秀な選手を集めることが困難になったため2019年限りで協約を解消し、2020年から学校の部活動からクラブチームに転換して活動している。